# 兵庫県道471号安乎鮎原線
兵庫県道471号安乎鮎原線（ひょうごけんどう471ごう あいがあいはらせん）は、兵庫県洲本市を通る一般県道である。

## 概要
洲本市安乎町中田から洲本市五色町鮎原塔下に至る。

### 路線データ
- 起点：洲本市安乎町中田（兵庫県道469号上内膳塩尾線交点）
- 終点：洲本市五色町鮎原塔下（兵庫県道465号多賀洲本線交点）
- 総延長：4.102 km

## 路線状況
かなり狭い一車線で、結構なアップダウンがある。軽自動車がやっと通れるぐらいの道である。しかし、安乎側に近づくにつれてわずかに広くなる（ただし、一車線のまま）。逆に鮎原側に近づくにつれて狭くなる。
自転車で訪れる場合はMTBのような多変速のギアがあると有効。五色側（鮎原）から訪れると最初は登りであとは結構長い下りとなる。しかし、急ではない。逆に、洲本側（安乎）から訪れると最初は長い登りで、あとは下りとなる。

## 地理

### 通過する自治体
- 洲本市

### 交差する道路
| 交差する道路              | 交差する場所   | 交差する場所 |
| ------------------------- | -------------- | ------------ |
| 兵庫県道469号上内膳塩尾線 | 安乎町中田     | 起点         |
| 兵庫県道465号多賀洲本線   | 五色町鮎原塔下 | 終点         |

### 沿線
- 安乎郵便局
- 洲本警察署 安乎駐在所